# あきる野郵便局
あきる野郵便局（あきるのゆうびんきょく）は、東京都あきる野市にある郵便局。民営化前の分類では集配普通郵便局であった。

## 概要
住所：〒190-0199 東京都あきる野市秋川3-2-1

## 沿革
- 1872年8月4日（旧暦：明治5年7月1日） - 五日市（いつかいち）郵便取扱所として、武蔵国多摩郡に開設[1]。
- 1875年（明治8年）1月1日 - 五日市郵便局（五等）となる。
- 1885年（明治18年） - 貯金預所を設置。
- 1890年（明治23年）4月1日 - 為替取扱所を設置。
- 1900年（明治33年）3月21日 - 五日市郵便電信局となる。
- 1903年（明治36年）4月1日 - 通信官署官制の施行に伴い五日市郵便局となる。
- 1957年（昭和32年）3月10日 - 乙津郵便局から電話交換業務を移管[2]。
- 1967年（昭和42年）6月20日 - 電話交換および和文電報配達業務を五日市電報電話局に移管[3]。
- 1968年（昭和43年）4月1日 - 特定郵便局から普通郵便局に局種別改定。
- 1978年（昭和53年）10月16日 - 西多摩郡五日市町五日市から同町館谷に移転。
- 1999年（平成11年） - 外国通貨の両替および旅行小切手の売買に関する業務取扱を開始。
- 2000年（平成12年）10月10日 - あきる野市舘谷196-1から同市秋川三丁目2-1に移転するとともに、あきる野郵便局に改称。
- 2004年（平成16年）8月2日 - 福生郵便局（福生市）を当局に統合する形で廃止し、あきる野郵便局福生分室を設置[4]。
- 2007年（平成19年）
  - 3月5日 - 地元住民や市民団体などが反発する中、檜原郵便局（西多摩郡檜原村）の集配などの外務業務の当局への移管を実施。
  - 7月30日 - あきる野郵便局福生分室を廃止し、無集配普通郵便局の福生郵便局を設置[5]。
  - 10月1日 - 郵政民営化実施により、旧日本郵政公社から局施設管理運営および窓口業務などが郵便局会社に、集配業務やゆうゆう窓口業務などが併設された郵便事業あきる野支店にそれぞれ承継された。
- 2012年（平成24年）10月1日 - 日本郵便株式会社発足に伴い、郵便事業あきる野支店をあきる野郵便局に統合。

## 取扱内容
- 郵便、印紙、ゆうパック、内容証明
- 貯金、為替、振替、振込、国際送金、外貨両替/トラベラーズチェック、国債、投資信託
- 生命保険、バイク自賠責保険、自動車保険、変額年金保険、がん保険、引受条件緩和型医療保険
- ゆうちょ銀行ATM
- あきる野市内、福生市内、および西多摩郡日の出町内、同郡檜原村内の集配業務
- ゆうゆう窓口

## 周辺
- あきる野市役所
- 東京都立あきる野学園
- あきる野ショッピングシティ
- イオンモール日の出
- 秋川キララホール
- 国道411号

## アクセス
- JR五日市線 秋川駅から北へ約500m（徒歩約8分）
- 西東京バス、るのバス 秋川キララホール入口停留所下車
- 圏央道 日の出ICから南へ約1km、もしくはあきる野ICから北へ約2km
- 駐車場あり：20台